# Деменков, Сергей Васильевич
Сергей Васильевич Деменков (25 декабря 1919, с. Астраханка — 4 мая 2003, Харьков) — Гвардии генерал-майор Советской Армии, участник Великой Отечественной войны, Герой Советского Союза (1943).

## Биография
Сергей Деменков родился 25 декабря 1919 года в селе Астраханка (ныне — Мелитопольский район Запорожской области Украины) в рабочей семье. Окончил школу фабрично-заводского ученичества, после чего работал токарем на Мелитопольском дизелестроительном заводе. В 1939 году Деменков был призван на службу в Рабоче-крестьянскую Красную Армию. В 1940 году он окончил Качинскую военную авиационную школу пилотов. Затем служил в войсках противовоздушной обороны Ленинграда. С июня 1941 года — на фронтах Великой Отечественной войны. До сентября 1941 года — в 124 истребительном авиационном полку ПВО, в дальнейшем — в 158 истребительном авиационном полку ПВО, с 7 июля 1943 года в 103 гвардейском истребительном авиационном полку ПВО.
К августу 1943 года гвардии старший лейтенант Сергей Деменков был заместителем командира эскадрильи, штурманом 103-го гвардейского истребительного авиационного полка 2-го гвардейского истребительного авиационного ленинградского корпуса Ленинградской армии ПВО. К тому времени он совершил 313 боевых вылетов, принял участие в 51 воздушном бою, сбив лично 11 самолётов противника.
Указом Президиума Верховного Совета СССР от 28 сентября 1943 года за «образцовое выполнение боевых заданий командования на фронте борьбы с немецкими захватчиками и проявленные при этом мужество и героизм» заместитель командира эскадрильи 103-го гвардейского истребительного авиационного полка ПВО 2-го гвардейского истребительного корпуса ПВО гвардии старший лейтенант Сергей Деменков был удостоен высокого звания Героя Советского Союза с вручением ордена «Ленин» и медали «Золотая Звезда» за номером 1123.
Всего же за время своего участия в боевых действиях Деменков совершил около 500 боевых вылетов, сбив лично 15 вражеских самолётов. После окончания войны он продолжил службу в Советской Армии. В 1953 году он окончил курсы усовершенствования офицерского состава. В 1975 году в звании генерал-майора авиации Деменков был уволен в запас. Проживал и работал в Харькове. Скончался 4 мая 2003 года, похоронен на харьковском кладбище № 2.
Был также награждён двумя орденами «Красное Знамя», орденами «Отечественная война» I и II степени, двумя орденами «Красная Звезда», орденом «За службу Родине в Вооружённых Силах СССР» III степени, рядом медалей.

## Память
- На здании аэроклуба, где ранее располагалась Мелитопольская авиационная школа, в которой обучался Герой, 17 августа 2013 года установлена мемориальная доска[3].